# 2015–2016-os lengyel labdarúgó-bajnokság (első osztály)
A 2015–2016-os Ekstraklasa (szponzorált nevén T-Mobile Ekstraklasa) a lengyel labdarúgó-bajnokság legmagasabb szintű versenyének 82. alkalommal megrendezett bajnoki éve. A pontvadászat 16 csapat részvételével, 2015. július 17-én indult és 2016. április 9-én ért véget.
A bajnoki címvédő a Lech Poznań. A bajnoki címet, története során 11. alkalommal a Legia Warszawa nyerte, a gólkirály a magyar Nikolics Nemanja lett 28 góllal. A Górnik Zabrze és a Podbeskidzie Bielsko-Biała csapatai kiestek.

## A bajnokság rendszere
A pontvadászat 16 csapat részvételével zajlik, a csapatok a őszi-tavaszi lebonyolításban oda-visszavágós, körmérkőzéses rendszerben mérkőznek meg egymással. Minden csapat minden csapattal kétszer játszik, egyszer pályaválasztóként, egyszer pedig idegenben. Az alapszakasz végeztével a mezőny ketté válik. Az első nyolc helyen végzett csapat a felső, míg az utolsó nyolc helyen végzett csapat az alsóházban folytatja. Ebben a szakaszban már csak egy alkalommal találkoznak az együttesek.
A pontvadászat végső sorrendjét a 30 bajnoki forduló és a rájátszás mérkőzéseinek eredményei határozzák meg a szerzett összpontszám alapján kialakított rangsor szerint. A mérkőzések győztes csapatai 3 pontot, döntetlen esetén mindkét csapat 1-1 pontot kap. Vereség esetén nem jár pont.
Azonos összpontszám esetén a bajnokság sorrendjét az alábbi szempontok alapján határozzák meg:
1. az egymás ellen játszott bajnoki mérkőzések pontkülönbsége;
2. az egymás ellen játszott bajnoki mérkőzések gólkülönbsége;
3. az egymás ellen játszott bajnoki mérkőzéseken szerzett gólok száma;
4. a bajnoki mérkőzések gólkülönbsége;
5. a bajnoki mérkőzéseken szerzett gólok száma;

A bajnokság győztese lesz a 2015–16-os lengyel bajnok, az utolsó két helyen végzett csapat pedig kiesik a másodosztályba.

## Változások a 2014–2015-ös szezont követően
Búcsúzott az élvonaltól
- Zawisza Bydgoszcz 15. helyezettként
- GKS Bełchatów, 16. helyezettként

Feljutott az élvonalba
- Zagłębie Lubin, a másodosztály győzteseként
- LKS Nieciecza, a másodosztály ezüstérmeseként

## Részt vevő csapatok
| Csapat                     | Székhely      | Stadion                       | 2014–15     |
| -------------------------- | ------------- | ----------------------------- | ----------- |
| Cracovia                   | Krakkó        | Józef Piłsudski Stadion       | 9.          |
| Górnik Łęczna              | Łęczna        | Górnika Łęczna Stadion        | 14.         |
| Górnik Zabrze              | Zabrze        | Ernest Pohl Stadion           | 7.          |
| Jagiellonia Białystok      | Białystok     | Białystoki városi stadion     | 3.          |
| Korona Kielce              | Kielce        | Kielcei városi stadion        | 11.         |
| Lech Poznań                | Poznań        | Stadion Miejski               | 1.          |
| Lechia Gdańsk              | Gdańsk        | PGE Arena                     | 5.          |
| Legia Warszawa             | Varsó         | Lengyel hadsereg stadionja    | 2.          |
| LKS Nieciecza              | Nieciecza     | Bruk-Bet Stadion              | 2. (II. o.) |
| Piast Gliwice              | Gliwice       | Piast Stadion                 | 12.         |
| Podbeskidzie Bielsko-Biała | Bielsko-Biała | Bielsko-białai városi stadion | 13.         |
| Pogoń Szczecin             | Szczecin      | Florian Kryger Stadion        | 8.          |
| Ruch Chorzów               | Chorzów       | Ruch Chorzów Stadion          | 10.         |
| Śląsk Wrocław              | Wrocław       | Városi Stadion                | 4.          |
| Wisła Kraków               | Krakkó        | Krakkói városi stadion        | 6.          |
| Zagłębie Lubin             | Lubin         | Dialog Arena                  | 1. (II. o.) |

## A bajnokság állása

### Alapszakasz
| Hely. | Csapat                     | M  | Gy | D  | V  | G+ | G– | Gk  | P  | Továbbjutás |
| ----- | -------------------------- | -- | -- | -- | -- | -- | -- | --- | -- | ----------- |
| 1.    | Legia Warsaw               | 30 | 17 | 9  | 4  | 58 | 28 | +30 | 60 | Felsőház    |
| 2.    | Piast Gliwice              | 30 | 17 | 7  | 6  | 49 | 36 | +13 | 58 | Felsőház    |
| 3.    | Pogoń Szczecin             | 30 | 10 | 16 | 4  | 36 | 30 | +6  | 46 | Felsőház    |
| 4.    | Zagłębie Lubin             | 30 | 12 | 9  | 9  | 41 | 37 | +4  | 45 | Felsőház    |
| 5.    | Cracovia                   | 30 | 12 | 9  | 9  | 57 | 42 | +15 | 45 | Felsőház    |
| 6.    | Lech Poznań                | 30 | 13 | 4  | 13 | 37 | 38 | −1  | 43 | Felsőház    |
| 7.    | Lechia Gdańsk              | 30 | 10 | 9  | 11 | 45 | 37 | +8  | 39 | Felsőház    |
| 8.    | Ruch Chorzów               | 30 | 11 | 6  | 13 | 37 | 46 | −9  | 39 | Felsőház    |
| 9.    | Podbeskidzie Bielsko-Biała | 30 | 9  | 11 | 10 | 37 | 46 | −9  | 38 | Alsóház     |
| 10.   | Korona Kielce              | 30 | 9  | 10 | 11 | 32 | 37 | −5  | 37 | Alsóház     |
| 11.   | Wisła Kraków               | 30 | 8  | 13 | 9  | 45 | 35 | +10 | 37 | Alsóház     |
| 12.   | Jagiellonia Białystok      | 30 | 10 | 5  | 15 | 37 | 54 | −17 | 35 | Alsóház     |
| 13.   | Śląsk Wrocław              | 30 | 8  | 10 | 12 | 28 | 37 | −9  | 34 | Alsóház     |
| 14.   | Nieciecza                  | 30 | 8  | 9  | 13 | 33 | 43 | −10 | 33 | Alsóház     |
| 15.   | Górnik Łęczna              | 30 | 8  | 7  | 15 | 30 | 43 | −13 | 31 | Alsóház     |
| 16.   | Górnik Zabrze              | 30 | 4  | 14 | 12 | 33 | 46 | −13 | 26 | Alsóház     |

### Felsőház
| Hely. | Csapat         | M  | Gy | D  | V  | G+ | G– | Gk  | P  | Továbbjutás                           |
| ----- | -------------- | -- | -- | -- | -- | -- | -- | --- | -- | ------------------------------------- |
| 1.    | Legia Warsaw   | 37 | 21 | 10 | 6  | 70 | 32 | +38 | 43 | UEFA-bajnokok ligája, 2. selejtezőkör |
| 2.    | Piast Gliwice  | 37 | 20 | 9  | 8  | 60 | 45 | +15 | 40 | Európa-liga, 2. selejtezőkör          |
| 3.    | Zagłębie Lubin | 37 | 17 | 9  | 11 | 55 | 42 | +13 | 38 | Európa-liga, 1. selejtezőkör          |
| 4.    | Cracovia       | 37 | 16 | 10 | 11 | 66 | 50 | +16 | 36 | Európa-liga, 1. selejtezőkör          |
| 5.    | Lechia Gdańsk  | 37 | 14 | 10 | 13 | 53 | 44 | +9  | 32 |                                       |
| 6.    | Pogoń Szczecin | 37 | 12 | 17 | 8  | 43 | 43 | 0   | 30 |                                       |
| 7.    | Lech Poznań    | 37 | 14 | 6  | 17 | 42 | 47 | −5  | 27 |                                       |
| 8.    | Ruch Chorzów   | 37 | 11 | 8  | 18 | 40 | 60 | −20 | 21 |                                       |

### Alsóház
| Hely. | Csapat                         | M  | Gy | D  | V  | G+ | G– | Gk  | P  | Kiesés                   |
| ----- | ------------------------------ | -- | -- | -- | -- | -- | -- | --- | -- | ------------------------ |
| 9.    | Wisła Kraków                   | 37 | 12 | 15 | 10 | 61 | 45 | +16 | 32 |                          |
| 10.   | Śląsk Wrocław                  | 37 | 12 | 12 | 13 | 41 | 46 | −5  | 31 |                          |
| 11.   | Jagiellonia Białystok          | 37 | 13 | 6  | 18 | 46 | 62 | −16 | 28 |                          |
| 12.   | Korona Kielce                  | 37 | 10 | 15 | 12 | 39 | 45 | −6  | 27 |                          |
| 13.   | Nieciecza                      | 37 | 10 | 12 | 15 | 39 | 50 | −11 | 26 |                          |
| 14.   | Górnik Łęczna                  | 37 | 10 | 9  | 18 | 40 | 53 | −13 | 24 |                          |
| 15.   | Górnik Zabrze (R)              | 37 | 6  | 18 | 13 | 38 | 51 | −13 | 23 | Relegation to the I liga |
| 16.   | Podbeskidzie Bielsko-Biała (R) | 37 | 9  | 12 | 16 | 45 | 63 | −18 | 20 | Relegation to the I liga |

## A góllövőlista élmezőnye
| # | Játékos           | Klub                             | Gólok |
| - | ----------------- | -------------------------------- | ----- |
| 1 | Nikolics Nemanja  | Legia Warszawa                   | 28    |
| 2 | Airam López       | Korona Kielce                    | 16    |
| 3 | Deniss Rakeļs     | Cracovia                         | 15    |
| 3 | Mariusz Stępiński | Ruch Chorzów                     | 15    |
| 5 | Paweł Brożek      | Wisła Kraków                     | 14    |
| 6 | Mateusz Cetnarski | Cracovia                         | 13    |
| 6 | Erik Jendrišek    | Cracovia                         | 13    |
| 8 | Josip Barišić     | Piast Gliwice                    | 11    |
| 8 | Kasper Hämäläinen | Legia Warsaw (3) Lech Poznań (8) | 11    |
| 8 | Grzegorz Kuświk   | Lechia Gdańsk                    | 11    |
| 8 | Martin Nešpor     | Piast Gliwice                    | 11    |